# Леа Лупатин
Леа Лупатин (хебр. לאה לופטין, романизовано Leah Lupatin; Афиким, 26. јул 1951) израелска је поп певачица. 
Музиком је почела да се бави током служења војног рока на Синају 1969, наступајући у војничком музичком саставу, да би четири године касније постала чланица женског бенда Chocolate, Menta, Mastik, заменивши у бенду Тами Азарију која је због смрти мајке у том тренутку одлучила да прекине са каријером. Као чланица групе, заједно са Јарденом Арази и Рути Холцман наступила је на Песми Евровизије у Хагу 1976, а њихова песма Emor Shalom (у преводу Реци здраво) Израелу је донеле високо шесто место.
Након распада групе Лупатинова се 1980. придружила групи Milk and Honey у којој је заменила Гали Атари, а соло каријеру започиње 1983. као учесница фестивала дечијих песама. Као соло извођач објавила је три студијска албума. 
Била је удата за познатог израелског музичара Ерика Родича са којим је имала двоје деце, кћерку Мају и сина Јувала који је 2012. преминуо од канцера са свега 24 године.